# Anoplogastridae
La famiglia degli Anoplogastridae comprende due specie di pesci abissali entrambi appartenenti al genere dei Anoplogaster.

## Distribuzione e habitat
Entrambe le specie sono cosmopolite, A. brachycera è diffusa in acque tropicali, A. cornuta la sostituisce in quelle temperate. Son assenti dal mar Mediterraneo e dai mari italiani.

Frequentano acque profonde fino a 5000 metri ma di solito si incontrano fino a 2000. Hanno abitudini pelagiche.

## Descrizione
Questi pesci hanno una sagoma inconfondibile, con il corpo fortemente compresso lateralmente e molto alto ma con peduncolo caudale sottile che porta una pinna caudale di medie dimensioni. La testa è enorme ed ha un profilo molto alto, la bocca è altrettanto grande e munita di lunghi denti. La testa è coperta di cavità mucose. Gli occhi sono piuttosto piccoli. La pinna dorsale è unica, composta solo da raggi morbidi, così come la pinna anale. Le pinne pettorali e le pinne ventrali sono abbastanza ampie. La linea laterale è vistosa e coperta di scaglie più grandi.

Il colore è uniformemente scuro o nero.

A. cornuta raggiunge i 18 cm mentre A. brachycera al massimo i 6.

## Biologia
I giovani si incontrano spesso in branchi mentre gli adulti sono solitari.

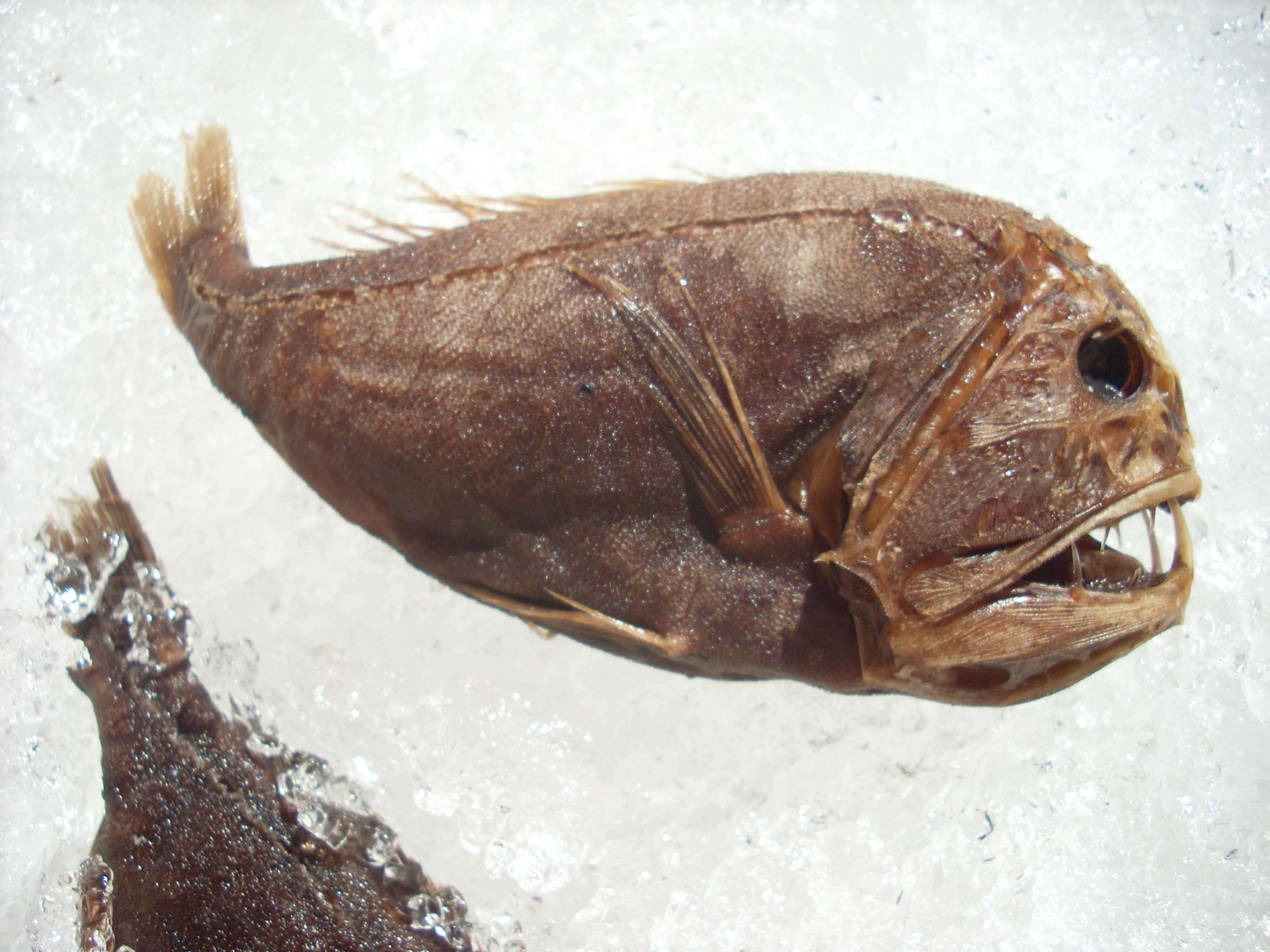
Esemplare di Anoplogaster cornuta pescato in Islanda

## Alimentazione
Si cibano di crostacei planctonici e di piccoli pesci.

## Riproduzione
Uova e larve pelagiche. I giovani hanno un aspetto molto diverso da quello degli adulti: occhi grandi, denti molto più brevi e lunghe spine sulla testa e sugli opercoli branchali.

## Predatori
Sono un'importante fonte di cibo per tonni, pesci spada e marlin.

## Specie
- Anoplogaster brachycera (Kotlyar, 1986)
- Anoplogaster cornuta (Valenciennes, 1833)